# Cơ quan Tái thiết
Cơ quan Tái thiết (復興庁 (Phục Hưng sảnh) Fukkō-chō) là một cơ quan của Chính phủ Nhật Bản được thành lập vào ngày 2 tháng 2 năm 2012 để phối hợp các hoạt động tái thiết liên quan đến Động đất và sóng thần Tōhoku 2011 và Sự cố nhà máy điện Fukushima I.

## Danh sách Bộ trưởng
| TT | Bộ trưởng | Bộ trưởng | Nội các | Nội các | Bắt đầu | Kết thúc | Đảng phái | 備考 |
| Bộ trưởng Nhà nước (Chuyên trách về các biện pháp phục hồi sau trận Động đất và sóng thần Tōhoku Phụ trách kế hoạch và điều phối công tác văn phòng thuộc thẩm quyền của từng bộ phận hành chính)                                                                                   | Bộ trưởng Nhà nước (Chuyên trách về các biện pháp phục hồi sau trận Động đất và sóng thần Tōhoku Phụ trách kế hoạch và điều phối công tác văn phòng thuộc thẩm quyền của từng bộ phận hành chính) | Bộ trưởng Nhà nước (Chuyên trách về các biện pháp phục hồi sau trận Động đất và sóng thần Tōhoku Phụ trách kế hoạch và điều phối công tác văn phòng thuộc thẩm quyền của từng bộ phận hành chính) | Bộ trưởng Nhà nước (Chuyên trách về các biện pháp phục hồi sau trận Động đất và sóng thần Tōhoku Phụ trách kế hoạch và điều phối công tác văn phòng thuộc thẩm quyền của từng bộ phận hành chính) | Bộ trưởng Nhà nước (Chuyên trách về các biện pháp phục hồi sau trận Động đất và sóng thần Tōhoku Phụ trách kế hoạch và điều phối công tác văn phòng thuộc thẩm quyền của từng bộ phận hành chính) | Bộ trưởng Nhà nước (Chuyên trách về các biện pháp phục hồi sau trận Động đất và sóng thần Tōhoku Phụ trách kế hoạch và điều phối công tác văn phòng thuộc thẩm quyền của từng bộ phận hành chính) | Bộ trưởng Nhà nước (Chuyên trách về các biện pháp phục hồi sau trận Động đất và sóng thần Tōhoku Phụ trách kế hoạch và điều phối công tác văn phòng thuộc thẩm quyền của từng bộ phận hành chính) | Bộ trưởng Nhà nước (Chuyên trách về các biện pháp phục hồi sau trận Động đất và sóng thần Tōhoku Phụ trách kế hoạch và điều phối công tác văn phòng thuộc thẩm quyền của từng bộ phận hành chính) | Bộ trưởng Nhà nước (Chuyên trách về các biện pháp phục hồi sau trận Động đất và sóng thần Tōhoku Phụ trách kế hoạch và điều phối công tác văn phòng thuộc thẩm quyền của từng bộ phận hành chính) |
| --- | --- | --- | --- | --- | --- | --- | --- | --- |
| - | | Matsumoto Ryū | Nội các Kan | Cải tổ lần 2 | 27 tháng 6 năm 2011 | 5 tháng 7 năm 2011 | Đảng Dân chủ | |
| - | | Hirano Tatsuo | Nội các Kan | Cải tổ lần 2 | 5 tháng 7 năm 2011 | 2 tháng 9 năm 2011 | Đảng Dân chủ | |
| - | Nội các Noda | Nội các Noda | 2 tháng 9 năm 2011 | 10 tháng 2 năm 2012 | Tiếp tục | | Đảng Dân chủ | |
| - | | Hirano Tatsuo | 2 tháng 9 năm 2011 | 10 tháng 2 năm 2012 | Cải tổ lần 1 | Tiếp tục | Đảng Dân chủ | |
| Bộ trưởng Tái thiết | | | | | | | | |
| 1 | | Hirano Tatsuo | Nội các Noda | Cải tổ lần 1 | 10 tháng 2 năm 2012 | 14 tháng 2 năm 2012 | Đảng Dân chủ | Mới thành lập |
| Bộ trưởng Tái thiết kiêm Bộ trưởng Nhà nước (chuyên trách về phục hồi đất nước sau trận Động đất và sóng thần Tōhoku và các thảm họa liên quan đến động đất và thảm họa sóng thần, v.v. Phụ trách kế hoạch và điều phối các công việc thuộc thẩm quyền của từng bộ phận hành chính) | | | | | | | | |
| 1 | | Hirano Tatsuo | Nội các Noda | Cải tổ lần 1 | 14 tháng 2 năm 2012 | 26 tháng 12 năm 2012 | Đảng Dân chủ | |
| 1 | Cải tổ lần 2 | Hirano Tatsuo | Nội các Noda | Tiếp tục | 14 tháng 2 năm 2012 | 26 tháng 12 năm 2012 | Đảng Dân chủ | |
| 1 | Cải tổ lần 3 | Hirano Tatsuo | Nội các Noda | Tiếp tục | 14 tháng 2 năm 2012 | 26 tháng 12 năm 2012 | Đảng Dân chủ | |
| Bộ trưởng Tái thiết | | | | | | | | |
| 2 | | Nemoto Takumi | Nội các Abe lần 2 | Nội các Abe lần 2 | 26 tháng 12 năm 2012 | 3 tháng 9 năm 2014 | Đảng Dân chủ Tự do | |
| 3 | | Takeshita Wataru | | Cải tổ | 3 tháng 9 năm 2014 | 24 tháng 12 năm 2014 | Đảng Dân chủ Tự do | |
| 4 | Nội các Abe lần 3 | Nội các Abe lần 3 | 24 tháng 12 năm 2014 | 7 tháng 10 năm 2015 | Tiếp tục | | Đảng Dân chủ Tự do | |
| 5 | | Takagi Tsuyoshi | | Cải tổ lần 1 | 7 tháng 10 năm 2015 | 3 tháng 8 năm 2016 | Đảng Dân chủ Tự do | |
| 6 | | Imamura Masahiro | | Cải tổ lần 2 | 3 tháng 8 năm 2016 | 26 tháng 4 năm 2017 | Đảng Dân chủ Tự do | |
| 7 | | Yoshino Masayoshi | | | 26 tháng 4 năm 2017 | 3 tháng 8 năm 2017 | Đảng Dân chủ Tự do | |
| 7 | | Yoshino Masayoshi | Cải tổ lần 3 | 3 tháng 8 năm 2017 | 1 tháng 11 năm 2017 | Tiếp tục | Đảng Dân chủ Tự do | |
| 8 | Nội các Abe lần 4 | Nội các Abe lần 4 | 1 tháng 11 năm 2017 | 2 tháng 10 năm 2018 | Tiếp tục | | Đảng Dân chủ Tự do | |
| 9 | | Watanabe Hiromichi | | Cải tổ lần 1 | 2 tháng 10 năm 2018 | 11 tháng 9 năm 2019 | Đảng Dân chủ Tự do | |
| 10 | | Tanaka Kazunori | | Cải tổ lần 2 | 11 tháng 9 năm 2019 | 16 tháng 9 năm 2020 | Đảng Dân chủ Tự do | |
| 11 | | Hirasawa Katsuei | Nội các Suga | Nội các Suga | 16 tháng 9 năm 2020 | 4 tháng 10 năm 2021 | Đảng Dân chủ Tự do | |
| 12 | | Nishime Kōsaburō | Nội các Kishida lần 1 | Nội các Kishida lần 1 | 4 tháng 10 năm 2021 | 10 tháng 11 năm 2021 | Đảng Dân chủ Tự do | |
| 13 | Nội các Kishida lần 2 | Nội các Kishida lần 2 | 10 tháng 11 năm 2021 | 10 tháng 8 năm 2022 | Tiếp tục | | Đảng Dân chủ Tự do | |
| 14 | | Akiba Kenya | | Cải tổ lần 1 | 10 tháng 8 năm 2022 | 27 tháng 12 năm 2022 | Đảng Dân chủ Tự do | |
| 15 | | Watanabe Hiromichi | 27 tháng 12 năm 2022 | Cải tổ lần 1 | 13 tháng 9 năm 2023 | Quay lại làm Bộ trưởng | Đảng Dân chủ Tự do | |
| 16 | | Tsuchiya Shinako | Cải tổ lần 2 | 13 tháng 9 năm 2023 | 1 tháng 10 năm 2024 | | Đảng Dân chủ Tự do | |
| 17 | | Itō Tadahiko | Nội các Ishiba lần 1 | Nội các Ishiba lần 1 | 1 tháng 10 năm 2024 | 11 tháng 11 năm 2024 | Đảng Dân chủ Tự do | |
| 18 | Nội các Ishiba lần 2 | Nội các Ishiba lần 2 | 11 tháng 11 năm 2024 | Đương nhiệm | Tiếp tục | | Đảng Dân chủ Tự do | |